# Balthasar Reber
Balthasar Reber (* 7. Dezember 1805 in Basel; † 13. März 1875 ebenda) war ein Schweizer reformierter Geistlicher, Historiker und Schriftsteller.
Balthasar Reber, Sohn des Kaufmanns Nicolaus Reber, studierte 1825–1830 Philologie, Geschichte und Theologie in Berlin und Basel. Nach seiner Ordination war er zunächst als Pfarrer, dann ab 1840 als Lehrer für Geschichte tätig. 1845 promovierte er an der Universität Basel, wo er sechs Jahre später auch habilitierte. Ab 1853 wirkte er als Lehrer an der Gewerbeschule und ab 1855 zudem als ausserordentlicher Professor für Schweizer Geschichte an der Universität Basel. Reber veröffentlichte Darstellungen zur Schweizer Geschichte namentlich des Spätmittelalters und der Frühen Neuzeit, aber auch Gedichte und historische Erzählungen. Eine seiner Veröffentlichungen diente Conrad Ferdinand Meyer als Hauptquelle für den Roman Jürg Jenatsch.

## Werke (Auswahl)
- Die Schlacht von St. Jakob an der Birs, Gedicht, 1844
- Felix Hemmerlin von Zürich. Verlag Meyer und Zeller, Zürich 1846, 496 S., ill. (Online in der Google-Buchsuche)
- Bilder aus den Burgunderkriegen, Schweighausersche Verlagsbuchhandlung, Basel 1855
- Georg Jenatsch, Graubündtens Pfarrer und Held, während des 30jährigen Krieges, Schweighausersche Verlagsbuchhandlung, Basel 1860
- Der Aufstandsversuch des Major (Johann Daniel Abraham) Davel in der Waadt im Jahre 1723, Verlag Carl Schultze, Basel 1875